# Лейк, Кристи
Кри́сти Лейк (англ. Christi Lake), настоящее имя — Кри́стин Луи́з Жакуарт (англ. Christine Louise Jacquart; 12 декабря 1964, Миннеаполис, Миннесота, США) — бывшая американская порноактриса
, режиссёр, продюсер и телевизионная актриса

.

## Биография
Кристи Лейк работала на заводе в Миннесоте. После того как ей это наскучило, она устроилась танцовщицей в мужской клуб. Позже начала сниматься для эротических журналов. Участвовала в выставке Consumer Electronics Show в Лас-Вегасе, после чего получила множество предложений от продюсеров фильмов для взрослых.
С 1995 по 2004 год снялась в 245 порнофильмах.
Также работала режиссёром, в 1996 году создала сериал под названием «Fan Fuxxx».
В 1996 году снялась в фильме «Оргазмо». В 2002 году появилась в эпизоде «Back to the Garden» телесериала «Клиент всегда мёртв».
В 2007 году была включена в Зал славы премии XRCO Award.

## Избранная фильмография
| Год  |   | Русское название    | Оригинальное название | Роль                  |
| ---- | - | ------------------- | --------------------- | --------------------- |
| 2002 | с | Клиент всегда мёртв | Six Feet Under        | девушка в порнофильме |

## Награды и номинации
| Год  | Награда            | Категория                    | Работа                      | Результат |
| ---- | ------------------ | ---------------------------- | --------------------------- | --------- |
| 1997 | AVN Award          | Best Group Sex Scene — Video | Buttman’s Bend Over Babes 4 | Победа    |
| 1997 | AVN Award          | Лучшая исполнительница года  |                             | Номинация |
| 1997 | AVN Award          | Best Actress — Video         | Director’s Wet Dreams       | Номинация |
| 1998 | AVN Award          | Лучшая исполнительница года  |                             | Номинация |
| 1999 | AVN Award          | Best Anal Sex Scene — Film   | Ravishing Royalty           | Номинация |
| 2004 | Legends of Erotica |                              |                             | Победа    |
| 2007 | XRCO Hall of Fame  |                              |                             | Победа    |